# Callochiton cinnabaris
Callochiton cinnabaris är en blötdjursart som beskrevs av Kaas och Van Belle 1985. Callochiton cinnabaris ingår i släktet Callochiton och familjen Ischnochitonidae.
Artens utbredningsområde är Papua Nya Guinea. Inga underarter finns listade i Catalogue of Life.